# Bonami Games & Computers Museum
Het Bonami Games & Computers Museum is een interactief museum in Zwolle dat de geschiedenis laat zien van home- en spelcomputers. Bovendien is er een arcadehal.

## Collectie
In het museum is de vaste collecte opgesteld als een tijdslijn. De looproute leidt in chronologische volgorde langs alle computers waarbij vele systemen werkend zijn voor het publiek om er mee te spelen.

### Computers
Het begin van de tijdlijn staan de enorme bedrijfscomputers. Zoals o.a. de DEC PDP, ponskaartsystemen, systemen gedoneerd door het Centraal Bureau voor de Statistiek (CBS) en de Aesthedes. Daarna komen de wat meer bekende homecomputers zoals de Commodore 64, Commodore Amiga, Atari ST, Sinclair ZX spectrum, Apple II, MSX enzovoort. Daarna komen de wat modernere personal computers.

### Spelcomputers
Het museum heeft een collectie van de eerste spelcomputer de Magnavox Odyssey, de pong-systemen tot en met de nieuwste gameconsoles. Niet alleen systemen die in Nederlands zijn uitgebracht, maar ook van elders in de wereld.

### Arcadehal
Het museum beschikt over een arcadehal waar met name klassieke arcadekasten staan opgesteld die allen vrij te spelen zijn. Hieronder zijn ook enkele analoge arcadekasten, waaronder de Jet Rocket uit het jaar 1970. Naast de arcadekasten staan er ook enkele flipperkasten.

## Geschiedenis van het museum
De geschiedenis van het museum begon in 1998 toen John en Naomi Groenewold besloten (spel)computers te gaan verzamelen. Enkele jaren later wilden ze hun dan al enorme verzameling laten zien aan andere mensen en ze er ook mee laten spelen. Ze besloten hun huis (een oud hotel in Epe) om te bouwen naar een museum dat op afspraak bezocht kon worden. In 2007 werd het museum ondergebracht bij Stichting Bonami SpelComputers, die als doel heeft de spelcomputer te verzamelen, te bewaren, te exposeren en voor het publiek bespeelbaar te houden. In 2011 verhuisde het museum naar een nieuwe pand (voorheen gemeentehuis), in het centrum van Epe waar ze sindsdien 6 dagen per week open zijn. Op zoek naar een ruimte voor het museum verhuisde het museum in 2015 naar een pand in het centrum van Zwolle nabij het treinstation. Op 1 mei werden de deuren geopend op de nieuwe locatie met 3000 m² aan expositieruimte. Eind 2018 verhuisde het museum naar de huidige locatie op het leisureterrein 'De Vrolijkheid' in Zwolle waar ze nog wat meer ruimte kregen. De Nederlandse natuurkundige en informaticus Professor Willem Louis van der Poel, in Nederland bekend als computerpionier, was als gastspreker aanwezig en deed de officiële opening.

## Evenementen

### Tentoonstellingen
Het museum heeft diverse tentoonstellingen gehad zowel binnen als buiten het museum. Allereerst zijn er de zogenaamde mini-tentoonstellingen. Dit zijn kleine vaak kort durende tentoonstellingen over een klein onderwerp dat op dat moment actueel is. Deze tentoonstellingen worden niet altijd aangekondigd en zorgen ervoor dat de terugkomende bezoekers altijd iets nieuws kunnen zien.
Enkele grotere tentoonstellingen waren:
- Philips in2it expositie over de PDA voor meisjes dat Philips in 1996 op de mark zou brengen, maar niet verder kwam dan testverkopen.
- De expositie in de Grote Kerk van Zwolle genaamd ‘History of Games and Computing’ waar bezoekers gratis een kijkje konden nemen om variëteit aan bekende computerapparaten en spelmachines te zien.[4][5]
- Een pong-tentoonstelling waarbij 400 verschillende pong tv-spellen uit de privé-collectie van verzamelaar Rene Lips zijn tentoongesteld. Deze expositie is na de tentoonstelling in het museum blijven staan.[6]
- De in Guinness World Records vermelde werelds grootste collectie big box PC games van Anne Bras (The PC King) is enkele jaren tentoongesteld in het museum.[7][8]
- Stichting Computer Erfgoed Nederland (SCEN) organiseerde in 2009 een 2-jarige museum tour door Nederland onder de naam ‘Bliep Bliep’. De tentoonstelling was te zien de volgende musea: Nemo (Amsterdam), Belasting & Douane Museum (Rotterdam), eXplorion (Kerkrade), Het Techniek Ontmoetingspunt (Delft) en het Universiteitsmueum Groningen. Bonami Games & Computers Museum was adviseur voor dit project en leverde de computers.

### Gametoernooien
Het museum organiseert regelmatig game toernooien waarbij voor de top 3 prijzen zijn te verdienen.

### Beurzen
Elk jaar worden in verschillende plaatsen Retro Computer beurzen georganiseerd waarbij liefhebbers hun items kunnen verkopen, kopen of ruilen.

### Overige evenementen
In 2020 kondigde het museum het Playstation 5 Experience aan. Door de corona-maatregelen kon dit echter niet in 2020 plaats vinden.